# Aquel que había muerto
Aquel que había muerto es el cuarto álbum de estudio del rapero puertorriqueño Vico C, lanzado el 1 de diciembre de 1998 por EMI Latin. El álbum marcó el regreso triunfal de Vico C después de cuatro años de ausencia de la vida pública debido a problemas de adicción a las drogas, y se convirtió en un hito histórico del rap en español tanto por su éxito comercial como por su impacto cultural.
Con la participación de Funky como coproductor y colaborador vocal en tres canciones, además de 7th Poet en el sencillo principal, Aquel que había muerto demostró la viabilidad comercial de la música urbana con contenido espiritual y social profundo. El álbum vendió más de 200,000 copias y otorgó a Vico C el Premio Billboard de la Música Latina como Mejor Álbum de Rap en 1999, convirtiéndolo en el primer rapero en lograr este reconocimiento.

## Contexto histórico

### La ausencia y la adicción (1994-1997)
Después del lanzamiento de Con poder (1996), un álbum de contenido completamente cristiano que no recibió el apoyo esperado de su disquera, Vico C experimentó un período de crisis personal que lo llevó a alejarse de la vida pública. La frustración por el rechazo comercial de su trabajo más personal lo sumió en una profunda adicción a las drogas, específicamente a la heroína, que había comenzado años atrás tras un accidente de motocicleta en República Dominicana.
Durante estos años de silencio, el panorama musical urbano continuó evolucionando sin la presencia de su figura fundacional. El rap en español y el emergente reguetón se desarrollaron mientras "El Filósofo" luchaba por recuperar su vida personal y artística.

### El regreso simbólico
El título Aquel que había muerto funcionó como una metáfora poderosa del renacer personal y artístico de Vico C. La frase evocaba tanto la experiencia bíblica de resurrección como la realidad personal del artista, quien había "muerto" simbólicamente durante sus años de adicción y ahora regresaba transformado.

## Producción y grabación

### Condiciones precarias
La grabación de Aquel que había muerto se realizó en circunstancias extremadamente limitadas. Según reveló el propio Vico C, él y Funky crearon el álbum "casi sin poder hacerlo", sin recursos económicos adecuados y con ayuda de su iglesia local.
El instrumento principal del álbum fue un teclado donado por la iglesia de Vico C, después de que el artista hablara con su pastor sobre el proyecto y pidiera no solo el equipo sino también dinero prestado para la grabación. "Nunca lo cobró", relató Vico C sobre la deuda con su pastor.

### El aprendizaje de Funky
La producción del álbum marcó un punto de inflexión en la carrera de Funky como productor. Ante las limitaciones técnicas, Funky se llevó el teclado donado a su casa y comenzó a "tracketear" de manera autodidacta, aprendiendo programación musical en el proceso. Como explicó Vico C: "Funky se lo llevó para la casa y empezó a tracketear y ahí es que Funky empieza a aprender realmente lo que es la programación".
Esta experiencia forjó la posterior carrera de Funky como uno de los productores más importantes de la música urbana cristiana, estableciendo una colaboración que se extendería a futuros proyectos como Emboscada (2002).

### Proceso creativo
El álbum se grabó en Power Beat Studios, con Vico C asumiendo la producción, arreglos y dirección general del proyecto, además de componer todos los temas. La fotografía estuvo a cargo de Rafi Claudio, mientras que Nelson González se encargó de la dirección artística y Aparte Design del diseño gráfico.

## Contenido musical y temático

### Fusión de géneros
Aquel que había muerto representa una síntesis madura entre el rap tradicional y los elementos del reguetón emergente. El álbum combina bases de hip hop con ritmos caribеños y elementos del roots reggae, creando un sonido que influenciaría el desarrollo posterior del género urbano latino.
Críticos especializados han destacado la "instrumentación mínima pero efectiva" del álbum, que incluye "melodías inspiradas en reggae y reguetón que hacen bailar y mover la cabeza".

### Narrativa autobiográfica
El álbum funciona como una autobiografía musical donde Vico C reflexiona sobre su experiencia de adicción, recuperación y transformación espiritual. La canción titular abre con una "introducción de violines" y presenta a un Vico C "en tono autobiográfico", estableciendo el tema de la resurrección personal que permea todo el trabajo.

### Crítica social y espiritual
Manteniendo la tradición de Vico C como "filósofo del rap", el álbum aborda temas sociales desde una perspectiva madura y espiritualmente informada. Canciones como "Quieren", "Donde Comienzan las Guerras" y "Careta" critican la superficialidad de la industria musical y los problemas sociales contemporáneos, mientras que tracks como "Dándote Vida" exploran temas de redención personal.

## Lista de canciones
| N.º             | Título                                | Colaboradores   | Duración        | Notas                                          |
| --------------- | ------------------------------------- | --------------- | --------------- | ---------------------------------------------- |
| 1               | «Aquel que había muerto»              | 7th Poet, Funky | 4:53            | Canción titular y primer sencillo              |
| 2               | «Calla»                               | Funky           | 4:32            | Base de reguetón marcada                       |
| 3               | «Quieren»                             |                 | 3:42            | Crítica a la industria musical                 |
| 4               | «Donde comienzan las guerras»         |                 | 4:09            | Reflexión sobre conflictos sociales            |
| 5               | «Careta»                              | Funky           | 5:07            | Fusión de rap y reguetón                       |
| 6               | «La recta final» (Nueva versión)      |                 | 5:09            | Regrabación del clásico de 1989                |
| 7               | «Dándote vida»                        |                 | 3:30            | Temática de redención personal                 |
| 8               | «Explosión»                           |                 | 5:17            | Nueva versión del hit de Xplosión (1993)       |
| 9               | «Tony Presidio»                       |                 | 6:09            | Regrabación del tema de Misión: La cima (1990) |
| 10              | «Aquel que había muerto» (Radio Edit) | 7th Poet, Funky | 4:53            | Versión editada para radio                     |
| Duración total: | Duración total:                       | Duración total: | Duración total: | 46:44                                          |

## Recepción

### Éxito comercial
El álbum fue un éxito comercial inmediato. A solo días de su lanzamiento, Aquel que había muerto superó las 50,000 unidades vendidas, obteniendo disco de oro. El éxito fue tan extraordinario que BMG simultáneamente lanzó una recopilación de éxitos de Vico C que también alcanzó ventas espectaculares.
En Estados Unidos, el álbum vendió aproximadamente 300,000 copias, mientras que en total se estima que alcanzó más de 200,000 copias vendidas en toda Latinoamérica.

### Reconocimiento de la industria
El álbum ocupó la posición #9 en la lista Top Latin Pop Albums y otorgó a Vico C el Premio Billboard de la Música Latina como Mejor Álbum de Rap en 1999, convirtiéndolo en el primer rapero en español en recibir este reconocimiento.
Los conciertos promocionales del álbum, realizados en abril de 1999 en el Coliseo de Puerto Rico, fueron posteriormente grabados y compilados en el álbum en vivo Vivo (2001), que le otorgaría a Vico C su primer Premio Grammy Latino al Mejor Álbum Urbano en 2002.

### Recepción crítica
La crítica especializada elogió tanto la calidad musical como el significado cultural del álbum. Rate Your Music lo clasificó como #42 entre los mejores álbumes de 1998 y #2183 de todos los tiempos, categorizándolo dentro de los géneros "Latin Rap", "Conscious Hip Hop" y "Christian Hip Hop".
Los críticos destacaron la "instrumentación cautivadora, lirismo conmovedor y una gran mezcla de rap y canto" como elementos que convirtieron al álbum en "una de las mejores grabaciones de hip hop de su período".

## Legado e influencia

### Impacto generacional
Aquel que había muerto se ha convertido en un álbum de referencia para múltiples generaciones de artistas urbanos. El impacto visual del álbum fue tan memorable como su contenido musical, con una portada icónica que existió en al menos dos versiones regionales: una con la imagen estilizada y sombría del rostro de Vico C en tonos dorados sobre fondo negro, y otra con una fotografía directa del artista con los brazos extendidos.
Bad Bunny confesó en una entrevista para la revista TIME: "Siempre recuerdo cuando tenía 5 años por Navidad me regalaron un CD de Vico C, 'Aquel Que Había Muerto', con la portada oscura, casi negra, apenas se podía ver la cara de Vico C". Esta descripción corresponde precisamente a la primera versión de la portada, donde el rostro de Vico C aparece apenas visible entre sombras y luces doradas, creando una estética que evocaba tanto misterio como renacimiento.
La memoria visual del álbum se convirtió en un referente generacional que marcó la infancia de quien posteriormente se convertiría en el mayor exponente del reguetón mundial, demostrando la influencia duradera de la obra de Vico C en las nuevas generaciones de artistas urbanos.

### Modelo para la música urbana con contenido espiritual
Aunque "Con Poder" (1996) fue técnicamente el primer álbum de contenido lírico completamente cristiano en la discografía de Vico C, no logró la visibilidad ni el impacto esperado en la audiencia debido a que representaba una ruptura abrupta con su material anterior. En contraste, "Aquel que había muerto" se benefició del contexto público de las luchas del artista con las adicciones y su posterior caída, lo que otorgó mayor autenticidad y credibilidad a su mensaje de redención. Este álbum demostró definitivamente la viabilidad comercial de combinar música urbana con mensajes espirituales profundos, estableciendo un modelo que influenciaría el desarrollo posterior del rap cristiano en español. La autenticidad del testimonio personal de Vico C, respaldada por su experiencia documentada de superación, junto con la calidad musical del proyecto, probaron que era posible mantener relevancia artística mientras se exploraban temas de fe y redención personal.

### Consolidación del reguetón
Musicalmente, Aquel que había muerto representa uno de los primeros ejemplos maduros de fusión exitosa entre rap y los ritmos que posteriormente se consolidarían como reguetón. Canciones como "Careta" y "Calla" establecieron patrones rítmicos y estructurales que influenciarían el desarrollo del género en los años siguientes.

## Personal

### Artistas
- Vico C - Voz principal, composición, producción, arreglos, dirección
- Funky - Coproducción, programación, colaboración vocal (tracks 1, 2, 5)
- 7th Poet - Colaboración vocal (tracks 1, 10)

### Producción
- Vico C - Productor, arreglista, director
- Funky - Coproductor, programación
- Nelson González - Dirección artística
- Rafi Claudio - Fotografía
- Aparte Design - Diseño gráfico

### Distribución y técnico
- Grabado en: Power Beat Studios
- Sello: EMI Latin
- Catálogo: H2 7243 4 98110 2 7
- Fabricado por: EMI Latin
- Distribuido por: Sonic Fuel (algunas ediciones)
- Editorial: Filosofo Publishing